# دوردي يوفانوفيتش (لاعب كرة قدم)
دوردي يوفانوفيتش (بالصربية: Ђорђе Јовановић)‏ هو لاعب كرة قدم صربي في مركز الهجوم، ولد في 15 فبراير 1999 في ليبوسافيتش ‏ في صربيا. لعب مع نادي بارتيزان.

## وصلات خارجية
- دوردي يوفانوفيتش (لاعب كرة قدم) على موقع الاتحاد الأوربي (الإنجليزية)
- دوردي يوفانوفيتش (لاعب كرة قدم) على موقع قاعدة بيانات كرة القدم.إي يو (الإنجليزية)
- دوردي يوفانوفيتش (لاعب كرة قدم) على موقع بيانات كرة القدم. دي إي (الألمانية)
- دوردي يوفانوفيتش (لاعب كرة قدم) على موقع ناشيونال فوتبول تيمز (الإنجليزية)
- دوردي يوفانوفيتش (لاعب كرة قدم) على موقع Soccerbase.com (لاعب) (الإنجليزية)
- دوردي يوفانوفيتش (لاعب كرة قدم) على موقع Soccerway.com (الإنجليزية)
- دوردي يوفانوفيتش (لاعب كرة قدم) على موقع عالم كرة القدم.نت (الإنجليزية)